# Bitva o Paju
Bitva o Paju (estonsky Paju lahing) bylo vojenské střetnutí v rámci Estonské osvobozenecké války, které se odehrálo 31. ledna 1919 poblíž vesnice Paju necelých 10 km severovýchodně od Valgy v Estonsku. Cílem estonské armády a spřátelených jednotek bylo osvobodit města Tartu a Valga.

## Pozadí
V roce 1919 podnikla estonská armáda pod velením generála Laidonera proti Rudé armádě rozsáhlý protiútok (známější jako Laidonerova protiofenziva). Po osvobození Narvy 17. ledna 1919 ze začala ofenzíva orientovat na jih. Tou dobou partyzánská skupina pod velením poručíka Julia Kuperjanova osvobodila Tartu.
Ve stejnou dobu bylo budováno železniční spojení s Rigou procházející právě městem Valga, město mělo tedy silný strategický význam a bylo tedy důležitým cílem estonských útoků. Rusové to samozřejmě tušili a poslali do Valgy elitní jednotku lotyšských střelců. I estonské vrchní velení si bylo vědomo důležitosti oblasti a povolalo dobrovolníky z
Finska. Součástí obou armád byly také obrněné vlaky.

## Bitva
- Kuperjanovův batalion zničil železniční mosty u dvou železnic u Valgy:
  - Zničení mostů v blízkosti Tõlliste
  - Postup II. praporu z Laatre přes Igaste, překonání obrany u vesnic Püsinku a Lauksaare

- Ve stejnou dobu:
  - I. prapor zaujímá pozici u Sooru a postupuje na vesnici Varna
  - Kuperjanovův batalion a Finští dobrovolníci zahajují útok vedoucí na Paju
    - Přes Pajusaare napadení vesnice Paju z boku
    - Přímo, přes Viiru a Kanniste, napadá Paju hlavní skupina

### Zajímavosti, oběti
- Maksolly kreslí obraz Bitva o Paju
- Kuperjanov utrpěl v bitvě smrtelná ranění, kterým podlehl 2. února…

### Zničené mosty
- železniční poblíž Tõlliste (železnice Tartu-Valga)
- dva železniční mosty jižně od Tõlliste v blízkosti lesů (tatáž trať)
- most západně od Paju, železniční (tatáž trať)

## Po bitvě
Estonci po bitvě o Paju pokračovali dál na jih až k lotyšským hranicím, kde se spojili s Lotyšskou severní armádou pod velením generála Zemitānse u města Cēsis. Tam byla svedena důležitá bitva o Cēsis, ve které bojovali s baltským Landswehrem. Estonská osvobozenecká válka byla však vedena ještě dalšího roku.